# Antonín Lenz
Antonín Lenz (20. února 1829 Hrbov – 2. října 1901 Praha-Vyšehrad), byl český katolický kněz, pedagog v biskupském semináři v Českých Budějovicích, kanovník a probošt Vyšehradské kapituly, poslanec českého sněmu a panské sněmovny. Úzce spolupracoval s biskupem Jirsíkem, který ho inspiroval k dalšímu studiu teologie a literární tvorbě. Byl zakladatelem teologické antropologie, ve věroučných textech mj. hodnotil Jana Husa, Petra Chelčického a další náboženské myslitele a pod pseudonymem Jan Brázda ze Zlámané Lhoty polemizoval s proticírkevními názory Alfonse Šťastného.

## Život
Jeho rodiče byli zaměstnáni na schwarzenberském panství, otec mu zemřel v útlém dětství. Navštěvoval německé a latinské školy, ale učil se i česky. V roce 1850 vstoupil do semináře v Českých Budějovicích, kde strávil čtyři šťastná léta. Na kněze byl vysvěcen 23. července 1854. a stal se nakrátko kaplanem v Jílovicích. Se svolením biskupa Jirsíka se zapsal na pražskou filosofickou fakultu, kde se připravoval na povolání učitele matematiky a fyziky. Kněžské povolání jej ale lákalo víc a zanedlouho se vrátil zpět do jižních Čech. Působil jako kaplan v Budislavi a Deštné, kde zastával většinu úkolů za místního nemocného faráře. Roku 1861 úspěšně absolvoval zkoušky na bohoslovecké fakultě v Praze a byl biskupem Jirsíkem jmenován členem katedry (stolice) dogmatiky a patrologie v budějovickém semináři. S biskupem úzce spolupracoval, chodili spolu na procházky a diskutovali. V té době začal také literárně tvořit. Když Jirsík vyslovil obavy z šíření bezbožství mezi českou inteligencí (zřejmě i v důsledku aktivit padařovského sedláka Alfonse Šťastného, který roku 1869 demonstrativně vystoupil z církve a v následujících letech vydával protináboženské spisy), zareagoval Lenz napsáním několika brožur pod pseudonymem Jan Brázda ze Zlámané Lhoty, v němž tyto názory populární formou vyvracel z hlediska katolické církve. Vedle toho psal i odborné texty.. Ze sudetského Němce se stal českým vlastencem. Jako člen výboru Matice české kromě organizační a přednáškové činnosti přispíval do Časopisu českého muzea články o českých náboženských dějinách období reformace. Roku 1866 získal titul doktora teologie.
Roku 1881, po dvaceti letech učitelského působení v Budějovicích, byl zvolen kanovníkem Vyšehradské kapituly a 10. prosince 1887, po smrti Václava Štulce, jeho nástupcem v úřadu probošta. Brzy poté se stal poslancem českého zemského sněmu. Roku 1889 byl zvolen doživotním členem panské sněmovny. Vedle toho byl i předsedou církevního soudu, konsistorním radou, biskupským notářem, členem Královské české společnosti nauk, členem vedení ústavu pro hluchoněmé v Praze a dalších dobročinných a vlasteneckých spolků. Byl nositelem titulu „komtur řádu císaře Františka Josefa I. s hvězdou“ a čestným občanem obce Deštná.
Zemřel na rakovinu ledvin.

## Dílo
Literárně činný byl od roku 1861, kdy začal publikovat články v Časopise katolického duchovenstva. Samostatně vydal např.:
- Jan Brázda, sedlák ze Zlámané Lhoty, v půtce se sedlákem Alfonsem Šťastným, čili, Kratochvilné a velmi poučlivé dopisy o přeukrutné učenosti kandidáta filosofie Alfonsa Šťastného, sedláka v Padařově, uložené v jeho nejnovějším spisu "Ježíš a jeho poměr ku křesťanství" (1873)
- Filosofie Jana Brázdy ze Zlámané Lhoty o nesmrtelnosti lidské duše, čili, První výstřel Brázdův naproti nábožnému spisu Alfonse Šťastného o spasení po smrti (1874)
- Pohroma principu mravnosti Padařovské, čili materialistické (1875)
- Učená rozprava Jana Brázdy, sedláka ze Zlámané Lhoty, o Jsoucnosti Boží, čili, Druhý výstřel proti nábožnému spisu Alfonsa Šťastného o spasení po smrti (1875)
- Mariologie, čili, Učení církve katolické a v církvi chované o Matce Boží (1879)
- Anthropologie katolická: skromný příspěvek ku dogmatické theologii (1882)
- Petra Chelčického učení o očistci (1885)
- Socialismus v dějinách lidstva a jeho povaha a církev katolická jedině schopná ku řešení sociální otázky (1893)
- Apologie sněmu kostnického v příčině odsouzení 45 vět Jana Viklifa (1896)
- Jest pravdou nepochybnou že umřel Mistr Jan Hus za své přesvědčení a že jest mučedníkem za pravdu? (1898)

V roce 1901 uveřejnil v kalendáři Svatý Hostýn obšírnou studii o Janu Husovi, v níž z pohledu kanonického práva dokazoval, že Hus nezemřel za své přesvědčení a není mučedníkem, že byl upálen světskou mocí a církev naopak žádala jen mírné potrestání. Na druhou stranu Lenz oceňoval jeho zásluhy o českou vzdělanost a literaturu. Kritika na této práci oceňovala důkladné studium a hluboké náboženské přesvědčení autora, uznala omezení, která měl jako člen katolické hierarchie, ale nesouhlasila s některými ostrými výroky na Husovu adresu ani se závěry o nevině církve na jeho upálení na hranici.
Několik děl je dostupných z http://librinostri.catholica.cz/vyhledat_autor/Lenz+Anton%C3%ADn